# Volvo P1800 ES

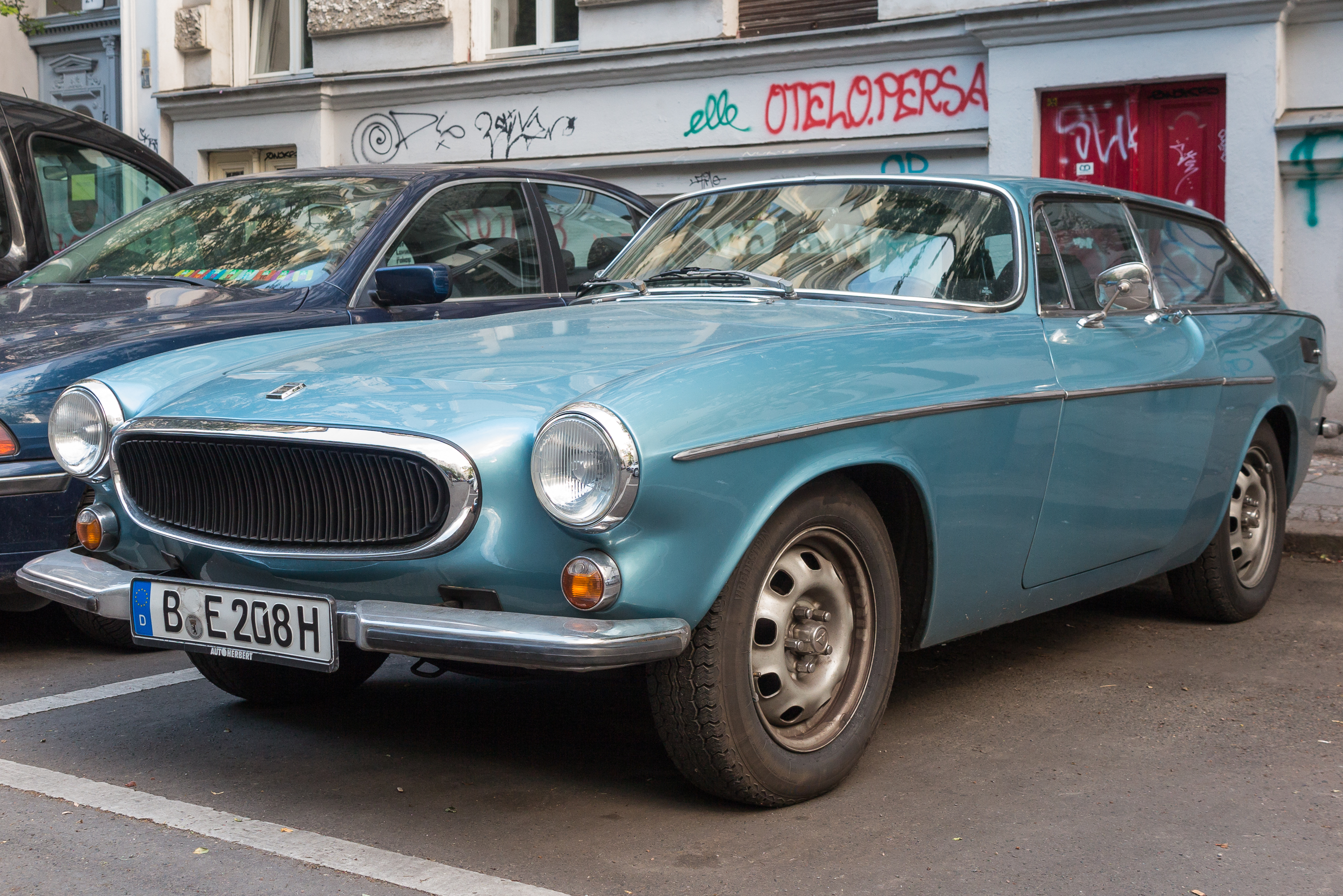
Volvo 1800 ES

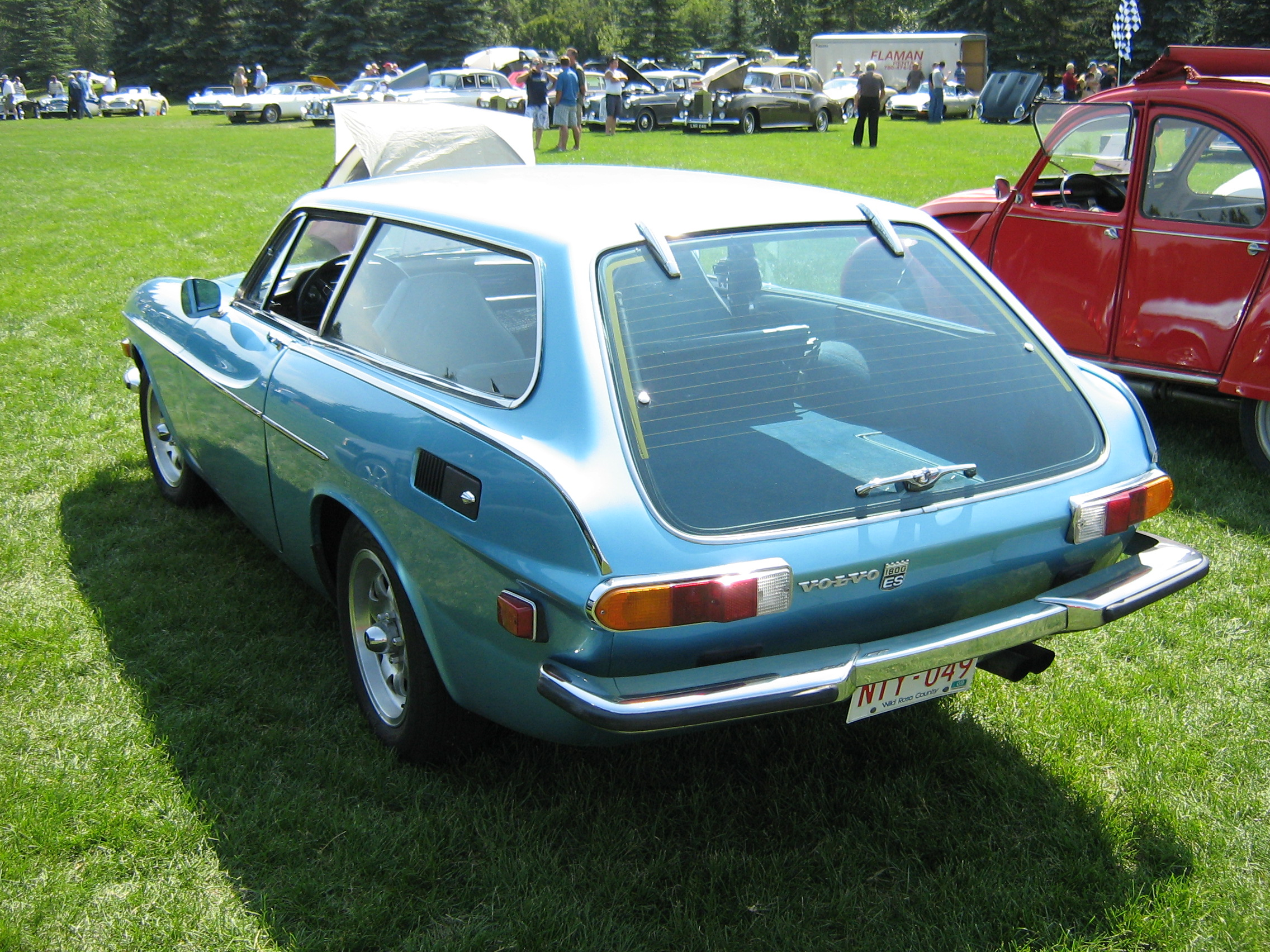
Das Merkmal, das ihm den Spitznamen „Schneewittchensarg“ einbrachte: das gläserne Heck

Der Volvo P1800 ES ist ein Shooting Brake des schwedischen Automobilherstellers Volvo. Er wurde von Sommer 1971 bis Herbst 1973 hergestellt. Aufgrund seiner Form und seiner rahmenlosen Glasheckklappe erhielt er in Deutschland den Spitznamen „Schneewittchensarg“, der von einem Autor des Fachmagazins auto, motor und sport erdacht wurde.

## Geschichte

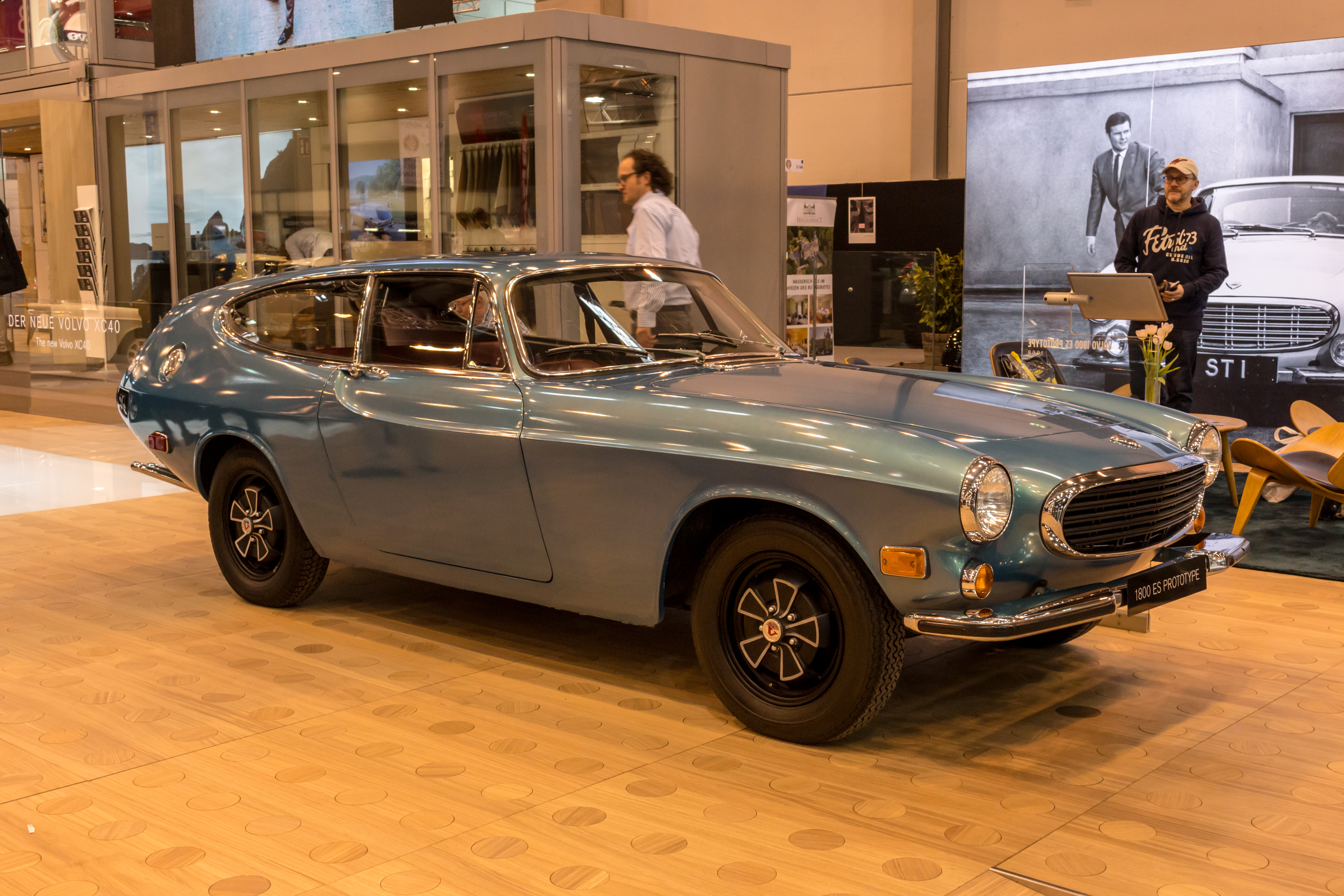
Studie des P1800 ES

Um das seit Herbst 1961 nur geringfügig veränderte Sportcoupé P1800, das unter anderem durch die Fernsehserie Simon Templar (The Saint) mit Roger Moore als Detektiv Simon Templar bekannt wurde, zu modifizieren, beauftragte man bei Volvo den hauseigenen Designer Jan Wilsgaard mit dem Entwurf einer neuen Heckpartie. Die ungewöhnliche Vorgabe war, dort mühelos eine Golfausrüstung unterzubringen, um vor allem dem amerikanischen Markt gerecht zu werden. Der inoffizielle Grund für die Entwicklung eines Sportkombis war die Anfang 1970 eingeführte Steuererhöhung für Sportwagen in den USA. So konnte eine erheblich günstigere Möglichkeit geboten werden, einen exklusiven Sportwagen zu fahren.
Im August 1971 wurde dann der 1800 ES, so die offizielle Modellbezeichnung, der Öffentlichkeit vorgestellt. Geprägt durch die damals originelle Dachkonstruktion mit der kombiähnlichen Dachkuppel ähnelte er dem ab 1968 in England gebauten Reliant Scimitar GTE, welcher allerdings eine Karosserie aus GFK trägt. Was den 1800 ES so besonders machte, war vor allem Glas: Große Seitenscheiben unter dem langgezogenen Dach sorgten für bessere Sicht. Stilmerkmal und Spitznamensgeber des ES ist aber die ganz aus Glas gefertigte Heckklappe. Fachjournalisten bemühten sich zwar um korrekte Bezeichnungen wie Sportkombi oder Estate Sportswagon; im Volksmund hat sich allerdings der einprägsamere Spitzname Schneewittchensarg gehalten. Der Begriff Sarg wurde unterschiedlich gewertet, die Verwendung reichte von liebevoll bis abwertend.
Da in den USA für das Jahr 1974 neue Sicherheitsvorschriften in Kraft traten, die unter anderem große Stoßstangen in einer bestimmten Höhe vorschrieben, beschloss man bei Volvo, die Produktion des 1800 ES mit dem Ende des Modelljahres 1973 einzustellen. Die zur Erfüllung der Vorschriften notwendigen Änderungen wären zu umfangreich gewesen. Nach Veröffentlichung dieses Beschlusses steigerte sich – vor allem in den USA – die Nachfrage nach dem 1800 ES, so dass das letzte Modelljahr gleichzeitig das mit der größten verkauften Stückzahl war.
Vom Volvo 1800 ES wurden bis November 1973  8077 Stück gebaut.

## Technische Daten
| Motor:                           | 4-Zylinder-Reihenmotor (Viertakt)                                                                   | 4-Zylinder-Reihenmotor (Viertakt)                                                                   |
| Hubraum:                         | 1986 cm³                                                                                            | 1986 cm³                                                                                            |
| Bohrung × Hub:                   | 88,9 × 80 mm                                                                                        | 88,9 × 80 mm                                                                                        |
| Leistung bei 1/min:              | 91 kW (124 PS) bei 6000                                                                             | 85 kW (115 PS) bei 6000                                                                             |
| Max. Drehmoment bei 1/min:       | 173 Nm bei 3500                                                                                     | 163 Nm bei 3500                                                                                     |
| Verdichtung:                     | 10,5:1                                                                                              | 8,7:1                                                                                               |
| Gemischaufbereitung:             | elektronische Benzineinspritzung (Bosch D-Jetronic)                                                 | elektronische Benzineinspritzung (Bosch D-Jetronic)                                                 |
| Ventilsteuerung:                 | seitliche Nockenwelle, Antrieb über Zahnräder                                                       | seitliche Nockenwelle, Antrieb über Zahnräder                                                       |
| Kühlung:                         | Wasserkühlung                                                                                       | Wasserkühlung                                                                                       |
| Getriebe:                        | 4-Gang-Getriebe mit Overdrive, Mittelschaltung a. W. Borg-Warner-Dreigangautomatik Hinterradantrieb | 4-Gang-Getriebe mit Overdrive, Mittelschaltung a. W. Borg-Warner-Dreigangautomatik Hinterradantrieb |
| Radaufhängung vorn:              | je zwei ungleich lange Dreieckslenker, Schraubenfedern                                              | je zwei ungleich lange Dreieckslenker, Schraubenfedern                                              |
| Radaufhängung hinten:            | Starrachse, vier Längslenker, Panhardstab, Schraubenfedern                                          | Starrachse, vier Längslenker, Panhardstab, Schraubenfedern                                          |
| Bremsen:                         | Scheibenbremsen rundum, Bremskraftverstärker                                                        | Scheibenbremsen rundum, Bremskraftverstärker                                                        |
| Lenkung:                         | Schneckenlenkung                                                                                    | Schneckenlenkung                                                                                    |
| Karosserie:                      | Stahlblech, selbsttragend                                                                           | Stahlblech, selbsttragend                                                                           |
| Spurweite vorn/hinten:           | 1315/1315 mm                                                                                        | 1315/1315 mm                                                                                        |
| Radstand:                        | 2450 mm                                                                                             | 2450 mm                                                                                             |
| Abmessungen:                     | 4390 × 1700 × 1280 mm                                                                               | 4390 × 1700 × 1280 mm                                                                               |
| Leergewicht:                     | 1190 kg                                                                                             | 1190 kg                                                                                             |
| Höchstgeschwindigkeit:           | ca. 190 km/h                                                                                        | ca. 180 km/h                                                                                        |
| 0–100 km/h:                      | 10,8 s                                                                                              | nicht angegeben                                                                                     |
| Verbrauch (Liter/100 Kilometer): | 11–14 S                                                                                             | 11–14 S                                                                                             |
| Preis 1973 (DM): (SFr)           | 26.150 27.800                                                                                       | 5.150 US-$                                                                                          |